# Apatania rossi
Apatania rossi är en nattsländeart som först beskrevs av Morse 1971.  Apatania rossi ingår i släktet Apatania och familjen Apataniidae. Inga underarter finns listade i Catalogue of Life.